# 신한태와 레게소울
신한태와 레게소울은 대한민국의 인디 록밴드이다. 2019년 싱글 《내 손 꽉 잡아요》로 데뷔했다.

## 방송
- 그레이트 서울 인베이전 (2022) - Top45

## 공연
- 창동 레게 페스타 (2021)